# Michèle Morgan
Pour les articles homonymes, voir Michelle Morgan, Morgan, Simone Roussel et Roussel.
Simone Roussel, dite Michèle Morgan, est une actrice française née le 29 février 1920 à Neuilly-sur-Seine et morte le 20 décembre 2016 dans la même ville.
Dans sa filmographie, riche de plus de soixante-dix films des années 1930 aux années 1980, figurent de grands réalisateurs français et américains de ces cinq décennies, dont Marcel Carné, Marc Allégret, Jean Grémillon, Julien Duvivier, Michael Curtiz, Carol Reed, René Clément, Claude Autant-Lara, René Clair, André Cayatte, Jean Delannoy, Henri Decoin, Henri Verneuil, Michel Deville, Claude Chabrol ou Claude Lelouch, et des partenaires tels Michel Simon, Raimu, Jean Gabin, Charles Boyer, Humphrey Bogart, Jean Marais, Gérard Philipe, Henri Vidal, Bourvil, Michel Piccoli, Marcello Mastroianni ou Alain Delon.
Dans Le Quai des brumes de Marcel Carné, son partenaire Jean Gabin lui adresse 
l'une des répliques les plus célèbres du cinéma français : « T'as d'beaux yeux, tu sais. ».
Élue dix fois par le public « actrice française la plus populaire », elle est également la première actrice à recevoir le prix d'interprétation féminine au premier Festival de Cannes en 1946 pour son rôle de Gertrude dans le film La Symphonie pastorale (1945). Très primée à l'apogée de sa carrière dans les années 1950, elle reçoit en 1992 un César d'honneur, ainsi qu'un Lion d'or en 1996, en hommage à sa contribution au cinéma.
À partir des années 1970 elle se fait plus discrète à l'écran et consacre son temps à la peinture, passion qui remonte à sa rencontre avec le peintre franco-polonais Moïse Kisling aux États-Unis en 1943, qui fit alors son portrait. On lui doit quelque sept cents dessins et peintures.

## Biographie

### Enfance et débuts
Michèle Morgan naît en 1920 au 9, rue de l'Église à Neuilly-sur-Seine sous le nom d'état civil de Simone Renée Roussel,. Elle est l'aînée des quatre enfants (avec Paul, Pierre et Hélène) de Louis Roussel, chef du service des correspondances étrangères dans une maison d’exportation de parfums, et de Georgette Pavot, mère au foyer. Son père se trouve au chômage après la crise de 1929. En 1933 il installe sa famille rue de la Barre à Dieppe, où il reprend le fonds de commerce d'une épicerie qui fera faillite deux ans plus tard.
La jeune Simone découvre la scène à l'occasion de spectacles du casino de Dieppe. En 1935, elle décide de « monter à Paris » avec pour chaperon — (pour convaincre sa mère de la laisser aller à Paris) — son frère cadet, Paul, 12 ans, et s'installe chez ses grands-parents maternels à Neuilly-sur-Seine.
Par l'intermédiaire d'agences de casting, elle obtient son premier rôle comme figurante dans Mam'zelle Mozart. Le réalisateur Yvan Noé lui conseille de se perfectionner en prenant des cours d'art dramatique. L'année suivante elle s'inscrit au cours Simon. Elle adopte en 1937 le pseudonyme de Michèle Morgan.

### Carrière
En mars 1937 la scripte Jeanne Witta recommande Michèle Morgan au réalisateur Marc Allégret qui prépare son film Gribouille. Après un essai concluant, le milliardaire suisse Max Stoffel, producteur du film, insiste pour lui confier le premier rôle féminin. Elle signe son premier contrat pour un montant de 12 500 francs. Le film est un succès. La RKO lui propose un contrat à Hollywood sur la base de 2 000 F par semaine. À la fin de 1937, elle tourne Orage avec Charles Boyer, grande vedette de l'époque.
En 1938, elle tourne avec Jean Gabin dans Le Quai des brumes que réalise Marcel Carné. Son regard, d'un bleu limpide, un peu énigmatique et lointain, parfois comparé à celui de Greta Garbo, inspire à Jacques Prévert l'une des répliques les plus célèbres du cinéma dans ce film où le personnage, incarné par Jean Gabin, lui murmure : « T'as d'beaux yeux, tu sais. ».
Le titre de ses mémoires, Avec ces yeux-là, publiés en 1977, y fait également référence.
En 1999, son compagnon Gérard Oury, élu à l'Académie des beaux-arts l'année précédente, demande au graveur et sculpteur Pierre-Yves Trémois de graver cette même phrase sur son épée d'académicien.
Le 3 septembre 1939, la guerre éclate, Jean Gabin est mobilisé à Cherbourg dans la marine nationale. Il obtient une permission exceptionnelle pour terminer le film Remorques qu'ils tournent ensemble. Alors qu'ils entretiennent une brève idylle, ils partent l'un et l'autre, séparément, pour Hollywood.

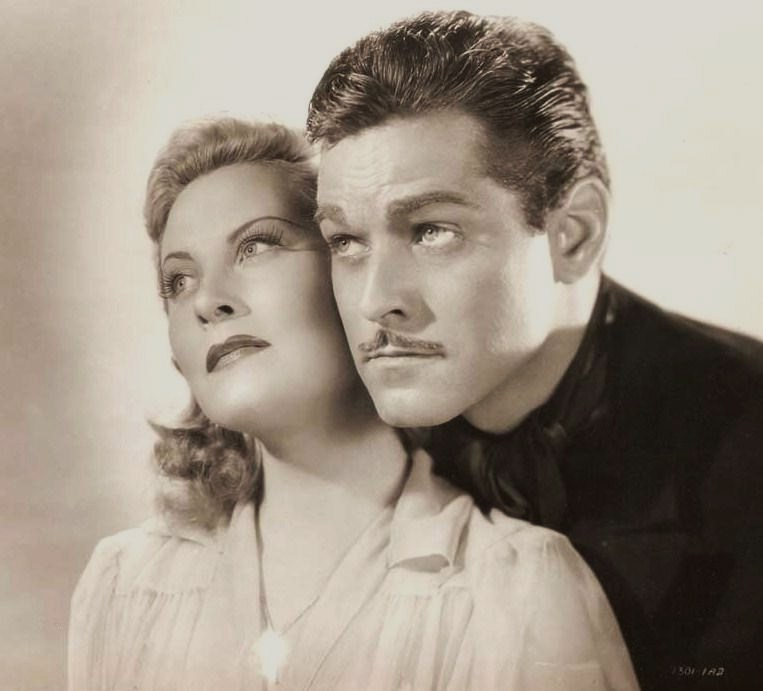
Aux côtés d'Alan Curtis dans Rencontre à Londres (1943).

Pendant la guerre, elle tourne cinq films aux États-Unis, tous assez décevants. En 1942, elle tourne un bout d'essai pour le rôle principal de Soupçons, le film que prépare Alfred Hitchcock ; elle n'est pas retenue à cause de son anglais insuffisant. Pressentie pour Casablanca, qui révèlera la comédienne Ingrid Bergman, elle est convoquée et auditionnée mais, son agent ayant réclamé un cachet beaucoup trop élevé, le rôle lui échappe. Elle reçoit en compensation celui de Passage pour Marseille.
Elle reconnaîtra par la suite avoir commis plusieurs erreurs durant sa carrière : elle refuse ainsi le rôle principal de Johnny Belinda, qui vaut à Jane Wyman l'Oscar de la meilleure actrice, et celui de La Nuit de Michelangelo Antonioni. De même, par peur de la scène, elle renonce à participer à la création de Thé et Sympathie, qui connaît ensuite le succès avec Ingrid Bergman.

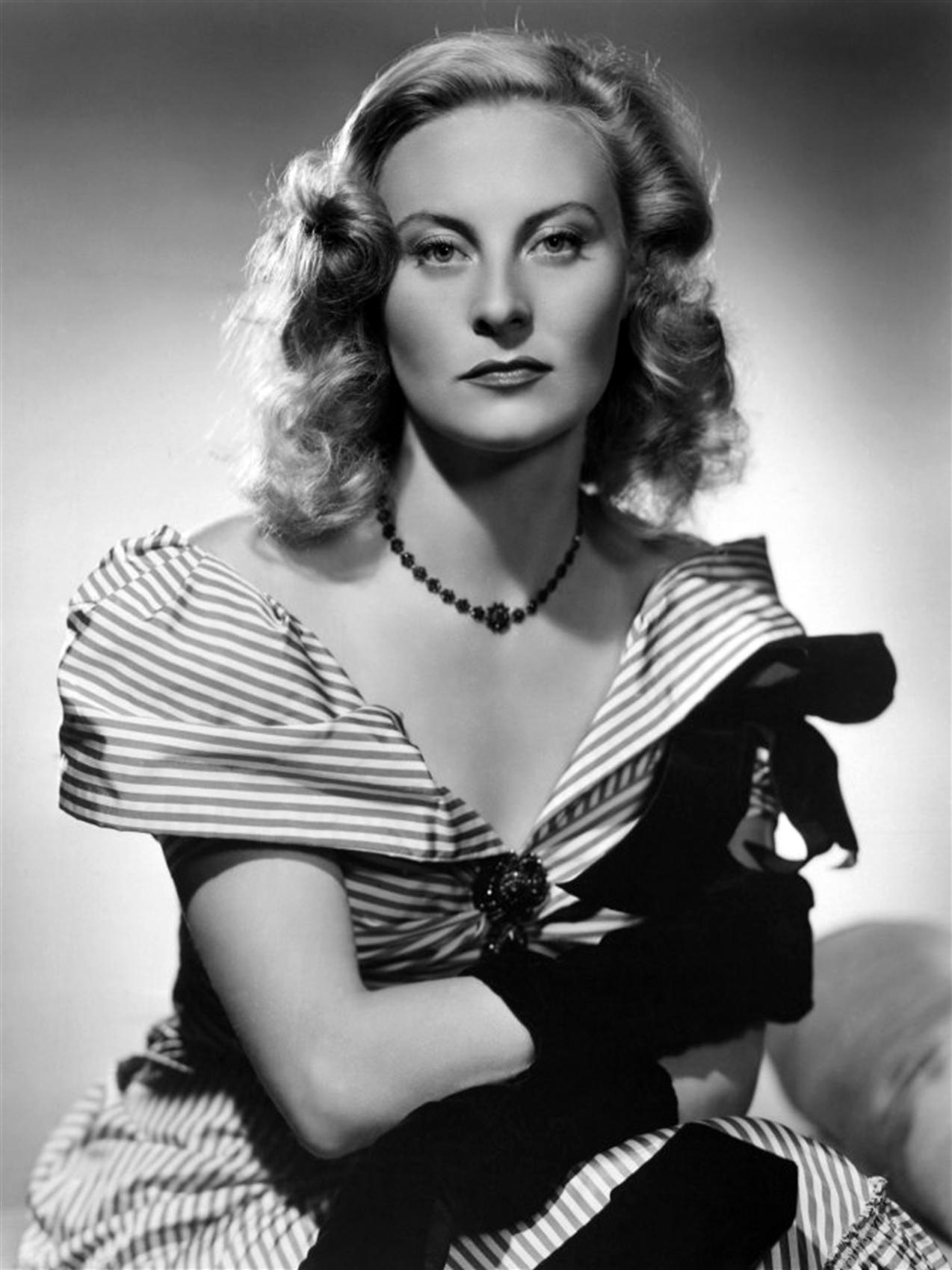
Michèle Morgan dans L'Évadée (1946).

À son retour en France, elle reçoit en revanche le premier prix d'interprétation féminine de l'histoire du Festival de Cannes en 1946 pour le rôle de Gertrude dans La Symphonie pastorale de Jean Delannoy.
En 1948, elle divorce de William Marshall, puis épouse le 6 février 1950 l'acteur Henri Vidal. Tous deux résident dans un appartement de l'hôtel Lambert, à Paris, et tourneront plusieurs films ensemble.
En 1955, elle forme un couple avec Gérard Philipe dans Les Grandes Manœuvres de René Clair. Elle est alors au sommet de sa célébrité.

En 1957, elle tourne Retour de manivelle, film qui marque un tournant dans sa carrière : incarnant jusqu'ici principalement des héroïnes fragiles, elle y joue une femme fatale de série noire, ce qui lui vaut ce jugement : 

« On est étonné de voir comment ses yeux peuvent devenir durs, sa bouche méprisante et sa voix cruelle. »

Après la mort d'Henri Vidal, en 1959, elle devient la compagne du cinéaste Gérard Oury, rencontré lors du tournage du film Le Miroir à deux faces d'André Cayatte, l'année précédente. Ils restent ensemble jusqu'à la mort de Gérard Oury en 2006 et n'auront pas d'enfants.

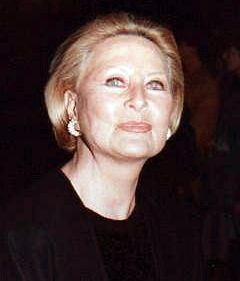
Michèle Morgan à la des Césars, le 25 février 1995.

Ignorée par les cinéastes de la Nouvelle Vague, qui jugent les acteurs d'avant-guerre trop chers mais aussi trop intimidants (seul Claude Chabrol fait appel à elle en 1962 dans Landru), elle joue dans des films noirs dans les années 1960. Elle doit à Michel Deville une belle occasion de rappeler sa sensualité, en interprétant une comtesse rouée dans Benjamin ou les Mémoires d'un puceau en 1967.
Michèle Morgan suspend ensuite sa carrière, enregistre des poèmes et se consacre essentiellement à la peinture (gouaches, collages, huiles), dont la passion correspond à sa rencontre avec le peintre franco-polonais Moïse Kisling qui avait réalisé son portrait en 1943 à Los Angeles, et à la haute couture. Elle réapparaît épisodiquement pour la télévision, le cinéma ou le théâtre. Elle préside également le jury du Festival de Cannes 1971.
En 1975, Claude Lelouch la fait revenir à l'écran dans Le Chat et la Souris. Elle annonce son retrait du cinéma après ce film.
En 1986, elle joue dans la série Le Tiroir secret dans laquelle elle est accompagnée de son fils Mike Marshall et de sa belle-fille Tonie Marshall.
En 1996, elle est la marraine du Festival de Cannes et reçoit un Lion d'or pour l'ensemble de sa carrière.
En 1997, elle joue dans le téléfilm Des gens si bien élevés, dont le scénario est écrit par Danièle Thompson, fille de Gérard Oury.
Après avoir été élue dix fois par le public « actrice française la plus populaire », Michèle Morgan annonce la fin de sa carrière en janvier 2001.

### Mort

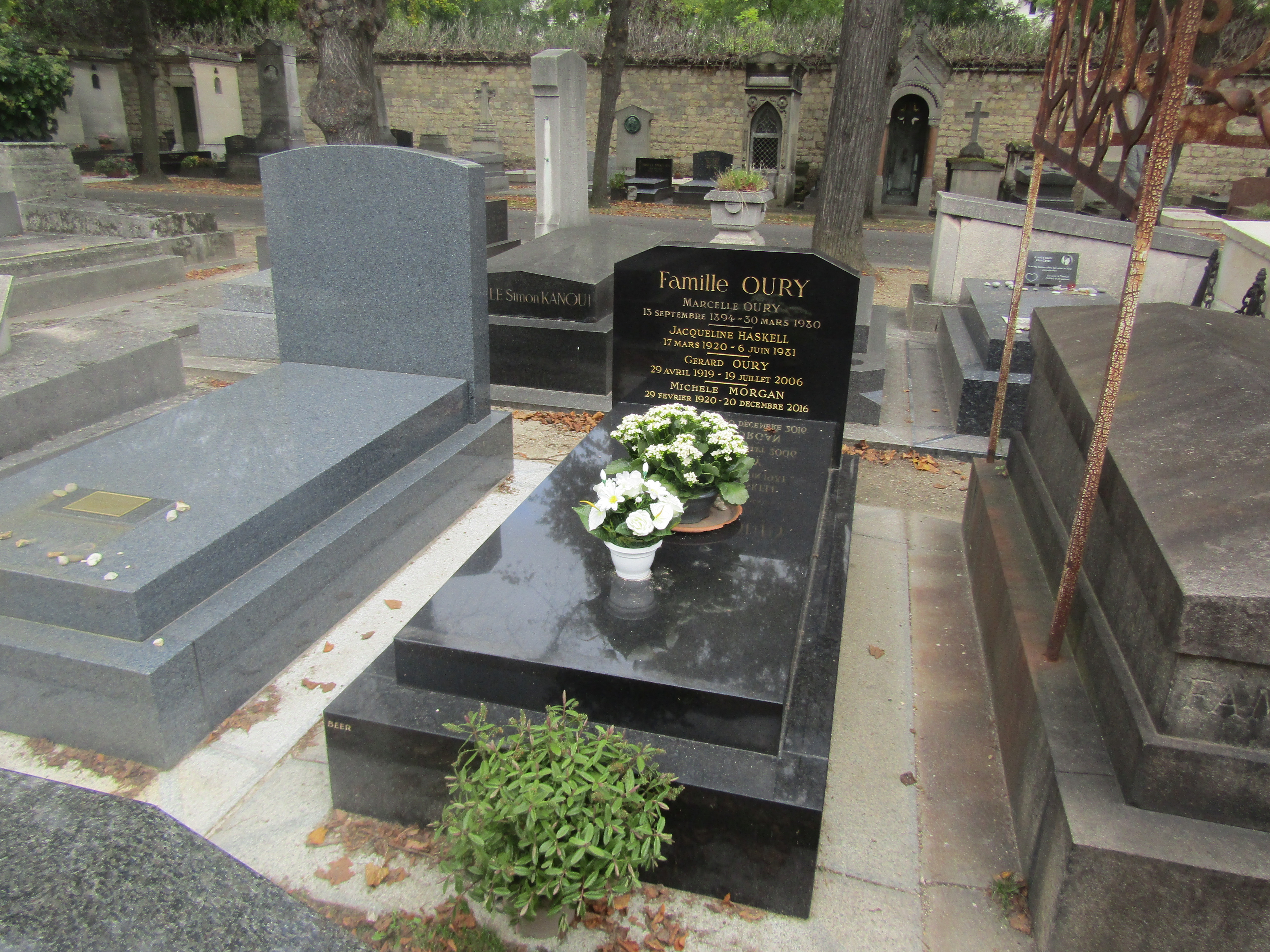
Tombe de Michèle Morgan et Gérard Oury au cimetière du Montparnasse (5e division).

Michèle Morgan meurt le 20 décembre 2016 à son domicile de Neuilly-sur-Seine,, : « Dans sa 97e année, les plus beaux yeux du cinéma se sont fermés définitivement ce matin, mardi 20 décembre », annonce sa famille.
Après des obsèques le 23 décembre à l'église Saint-Pierre de Neuilly-sur-Seine, elle est inhumée au cimetière du Montparnasse (5e division), dans le carré juif, au sein du caveau familial où se trouvent son compagnon, le cinéaste Gérard Oury, la mère de celui-ci, Marcelle Houry, et son ex-épouse Jacqueline Roman (mère de Danièle Thompson). La comédienne étant catholique, le grand-rabbin a accordé une dérogation.
De nombreux souvenirs lui ayant appartenu ont fait l'objet d'une vente publique aux enchères, à Paris le 21 décembre 2017.

### Vie privée
Elle vécut une histoire d'amour avec Gérard Oury qui dura cinquante ans sans habiter sous le même toit.
- Après avoir rompu avec Gabin, elle épouse aux États-Unis l'acteur William Marshall, dont elle a un fils, Mike Marshall (1944-2005).

## Filmographie

### Années 1930

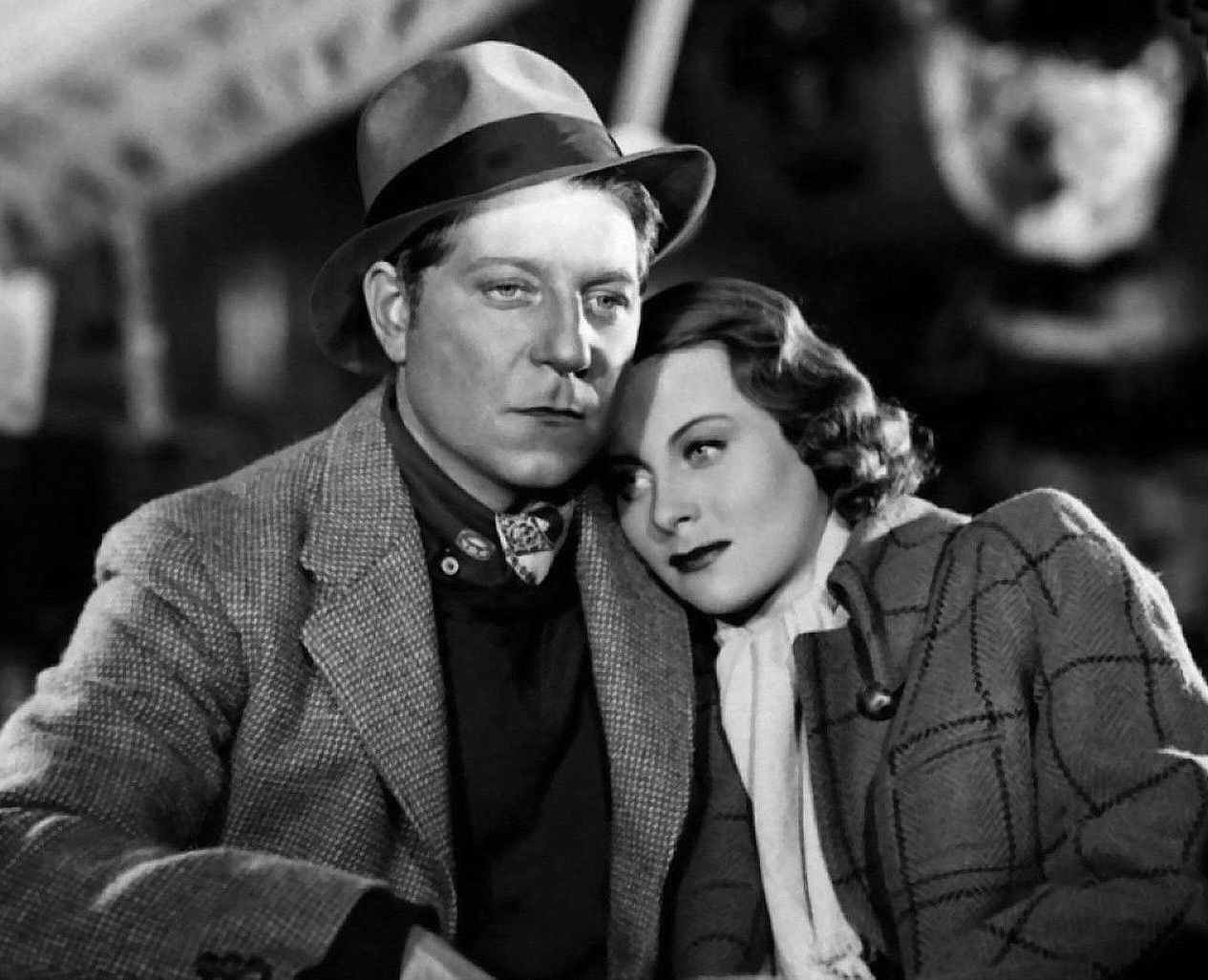
Jean Gabin et Michèle Morgan dans Le Quai des brumes (1938).

- 1932 : Au nom de la loi de Maurice Tourneur : figuration.
- 1935 : La Vie parisienne de Robert Siodmak : figuration[28]
- 1935 : Mademoiselle Mozart d'Yvan Noé : une entraîneuse[28] à L'Éléphant blanc
- 1935 : Une fille à papa de René Guissart : une voyageuse[29]
- 1936 : Mes tantes et moi d'Yvan Noé : Michèle
- 1936 : Gigolette d'Yvan Noé : une soubrette
- 1936 : Le Mioche de Léonide Moguy : l'élève
- 1937 : Gribouille de Marc Allégret : Nathalie Roguin
- 1938 : Orage de Marc Allégret : Françoise Massart
- 1938 : Le Quai des brumes de Marcel Carné : Nelly
- 1938 : L'Entraîneuse d'Albert Valentin : Suzy
- 1939 : Le Récif de corail de Maurice Gleize : Lilian White
- 1939 : Les Musiciens du ciel de Georges Lacombe : la lieutenante Saulnier

### Années 1940

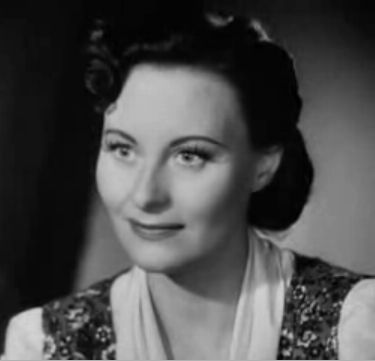
Michèle Morgan dans Passage pour Marseille (1944).

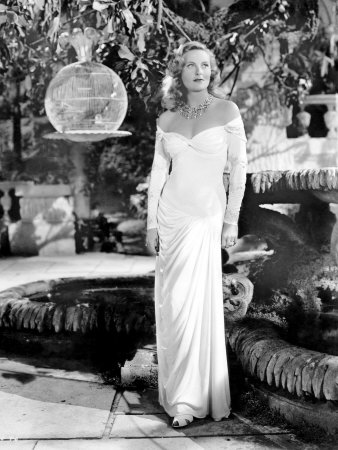
Dans L'Évadée (1946).

- 1940 : Remorques de Jean Grémillon : Catherine
- 1940 : Untel père et fils de Julien Duvivier : Marie Froment-Léonard
- 1941 : My Life with Caroline de Lewis Milestone : Annette
- 1941 : Hedda Hopper's Hollywood No 1, court métrage documentaire de Herbert Moulton : elle-même
- 1942 : La Piste du Nord ou La Loi du nord de Jacques Feyder : Jacqueline Bert
- 1942 : Jeanne de Paris (Joan of Paris) de Robert Stevenson : Jeanne
- 1943 : Rencontre à Londres (Two Tickets to London) d'Edwin L. Marin : Jeanne
- 1943 : Amour et Swing (Higher and Higher) de Tim Whelan : Millie Pico dite Paméla Drake
- 1944 : Passage pour Marseille ou Cap sur Marseille (Passage to Marseille) de Michael Curtiz : Paula
- 1946 : L'Évadée (The Chase) d'Arthur Ripley : Lorna Roman
- 1946 : La Symphonie pastorale de Jean Delannoy : Gertrude
- 1947 : Première Désillusion (The Fallen Idol) de Carol Reed : Julie
- 1948 : Aux yeux du souvenir de Jean Delannoy : Claire Magny
- 1949 : Fabiola d'Alessandro Blasetti : Fabiola
- 1949 : La Belle que voilà de Jean-Paul Le Chanois : Jeanne Morel

### Années 1950

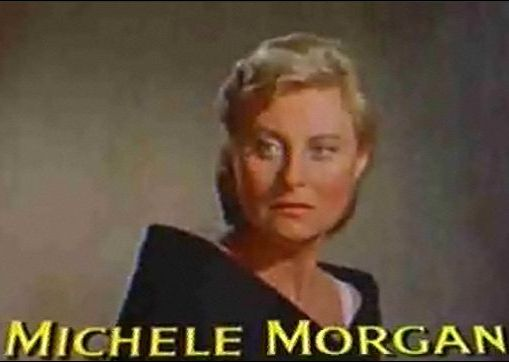
Dans Les Vendanges (1957).

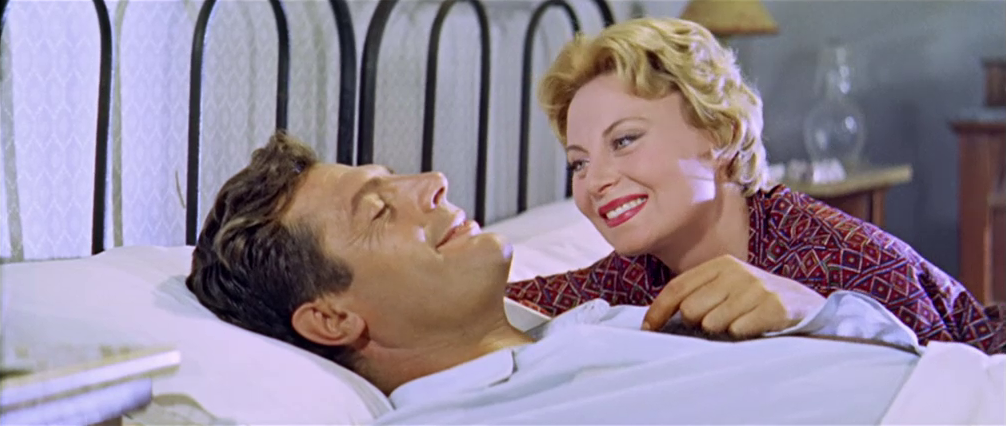
Avec Marcello Mastroianni dans Femmes d'un été (1958).

- 1950 : Le Château de verre de René Clément : Évelyne Bertal
- 1950 : L'Étrange Madame X de Jean Grémillon : Irène Voisin-Larive
- 1950 : Maria Chapdelaine de Marc Allégret : Maria Chapdelaine
- 1951 : Les Sept Péchés capitaux, sketch L'Orgueil de Claude Autant-Lara : Anne-Marie de Pallières
- 1951 : Vedettes sans maquillage, court métrage de Jacques Guillon : elle-même
- 1952 : La Minute de vérité de Jean Delannoy : Madeleine Richard
- 1953 : Les Orgueilleux d'Yves Allégret : Nelly
- 1954 : Destinées, sketch Jeanne d'Arc de Jean Delannoy : Jeanne d'Arc
- 1954 : Obsession de Jean Delannoy : Hélène Giovanni
- 1954 : Napoléon de Sacha Guitry : Joséphine de Beauharnais
- 1955 : Les Grandes Manœuvres de René Clair : Marie-Louise Rivière
- 1955 : Marguerite de la nuit de Claude Autant-Lara : Marguerite
- 1955 : Marie-Antoinette reine de France de Jean Delannoy : Marie-Antoinette
- 1955 : Si Paris nous était conté de Sacha Guitry : Gabrielle d'Estrées
- 1956 : Oasis d'Yves Allégret : Françoise Lignières
- 1957 : Les Vendanges (The Vintage) de Jeffrey Hayden : Léonne Morel
- 1957 : Retour de Manivelle de Denys de La Patellière : Hélène Fréminger
- 1958 : Le Miroir à deux faces d'André Cayatte : Marie-Josée Tardivet
- 1958 : Maxime d'Henri Verneuil : Jacqueline Monneron
- 1958 : Femmes d'un été (Racconti d'estate) de Gianni Franciolini : Micheline
- 1959 : Grand Hôtel (Menschen im Hotel) de Gottfried Reinhardt : La Grusinskaïa
- 1959 : Brèves Amours (Vacanze d'inverno) de Camillo Mastrocinque : Steffa Tardier
- 1959 : Les Scélérats de Robert Hossein : Thelma Rooland
- 1959 : Pourquoi viens-tu si tard ? d'Henri Decoin : Catherine Ferrer

### Années 1960
- 1960 : Fortunat d'Alex Joffé : Juliette Valcourt
- 1961 : Le Puits aux trois vérités de François Villiers : Renée Plège
- 1961 : Les Lions sont lâchés d'Henri Verneuil : Cécile
- 1962 : Landru de Claude Chabrol : Célestine Buisson
- 1962 : Rencontres de Philippe Agostini : Bella Krastner
- 1962 : Le Crime ne paie pas, sketch L'Affaire Hugues de Gérard Oury : Jeanne Hugues
- 1962 : Un cœur gros comme ça de François Reichenbach : elle-même
- 1963 : Méfiez-vous, mesdames d'André Hunebelle : Denise Duparc
- 1963 : Constance aux enfers de François Villiers : Constance
- 1964 : Les Yeux cernés de Robert Hossein : Florence
- 1964 : Les Pas perdus de Jacques Robin : Yolande Simonet
- 1964 : Le Petit Boulanger de Venise ou Le Procès des doges (Il fornaretto di Venezia) de Duccio Tessari : la princesse Sofia
- 1964 : Le Corniaud de Gérard Oury : elle-même (scène coupée au montage)
- 1965 : Dis-moi qui tuer d'Étienne Périer : Geneviève Montanet
- 1966 : Les Centurions (Lost Command) de Mark Robson : la comtesse de Clairfond
- 1967 : Benjamin ou les Mémoires d'un puceau de Michel Deville : la comtesse

### Années 1970 à 1990
- 1975 : Le Chat et la Souris de Claude Lelouch : Mme Richard
- 1977 : Jacques Prévert, documentaire de Jean Desvilles : elle-même
- 1978 : Robert et Robert de Claude Lelouch : apparition
- 1985 : Carné, l'homme à la caméra, documentaire de Christian-Jaque : elle-même
- 1986 : Un homme et une femme : Vingt ans déjà de Claude Lelouch : une spectatrice à la projection privée
- 1990 : Ils vont tous bien ! (Stanno tutti bene) de Giuseppe Tornatore : une femme dans le train

### Télévision
- 1953 : Studio One, épisodes Camille et Silent the Song
- 1967 : La Bien-aimée de Jacques Doniol-Valcroze : Fanny Dréal
- 1976 : Hommage à Raimu, documentaire de Raymond Castans et Solange Peters : elle-même
- 1981 : Le Tout pour le tout de Jacques Brialy
- 1984 : Chéri d'après Colette, captation théâtrale d'Yves-André Hubert : Léa
- 1986 : Le Tiroir secret, feuilleton en six épisodes d'Édouard Molinaro, Roger Gillioz, Michel Boisrond et Nadine Trintignant : Colette Dutilleul-Lemarchand
- 1995 : La Veuve de l'architecte de Philippe Monnier : Héléna Kramp
- 1997 : Des gens si bien élevés d'Alain Nahum : Geneviève
- 1999 : La Rivale d'Alain Nahum : Judith Legrand
- 2007 : Michèle Morgan avec ces yeux-là, documentaire d'Anne Andreu : elle-même
- 2010 : Les Trois Glorieuses, documentaire d'Henry-Jean Servat et Pierrick Bequet : elle-même

## Théâtre
- 1936 : La Fête du printemps, Monsieur Mécano : petits rôles[30]
- 1978 : Le Tout pour le tout de Françoise Dorin, mise en scène Raymond Gérôme, théâtre du Palais-Royal
- 1982 : Chéri de Colette, mise en scène Jean-Laurent Cochet, théâtre des Variétés
- 1983 : Chéri  de Colette, mise en scène Jean-Laurent Cochet, théâtre des Célestins
- 1988 : Une femme sans histoire d'Albert Ramsdell Gurney, mise en scène Bernard Murat, théâtre des Champs-Élysées
- 1993 : Les Monstres sacrés de Jean Cocteau, mise en scène Raymond Gérôme, avec Jean Marais, théâtre des Bouffes-Parisiens

## Distinctions

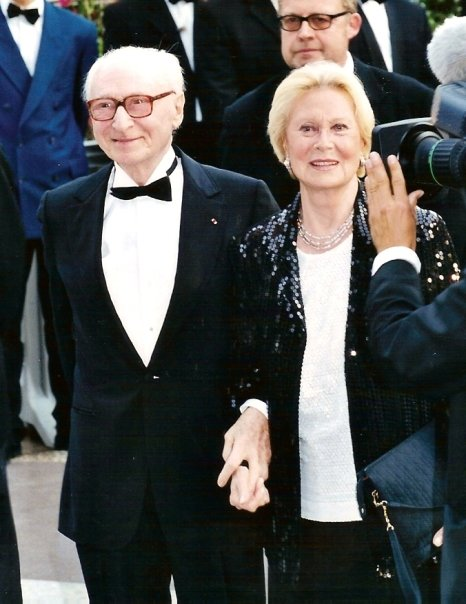
Michèle Morgan avec Gérard Oury au festival de Cannes 2001.

### Récompenses
- 1946 : Festival de Cannes : grand prix d'interprétation féminine pour La Symphonie pastorale[31]
- 1950, 1952, 1953, 1954 et 1955 : Premier prix de popularité du magazine Ciné-revue[32]
- 1950, 1954, 1955 et 1956 : Victoires du cinéma français (Cinémonde) : meilleure actrice[32]
- 1954 : Triomphes du cinéma (Ciné-revue) : meilleure actrice pour Les Orgueilleux[32]
- 1961 : Prix[Lequel ?] de la meilleure actrice étrangère pour Grand Hôtel (Espagne)[réf. souhaitée]
- 1992 : Césars du cinéma : César d'honneur pour l'ensemble de sa carrière[33]
- 1996 : Mostra de Venise : Lion d'or pour la carrière[34]

### Décorations
- Grand-croix de la Légion d'honneur (2013) ; grand officier (2009) ; officier (1994) ; chevalier (1969)[32]
- Grand-croix de l'ordre national du Mérite (2004) ; grand officier (1998) ; commandeur (1991) ; officier (1975) ; chevalier (1964, 1re promotion))[réf. souhaitée]
- Commandeur de l'ordre des Arts et des Lettres (1985) ; officier (?) ; chevalier (1960)[réf. souhaitée]
- Médaille de vermeil de la Ville de Paris (1967)[réf. souhaitée]

### Hommage
- Hollywood Walk of Fame : étoile inaugurée le 8 février 1960, face au 1645 Vine Street, à Hollywood[35]
- En octobre 2024, la passerelle Bichat devient la passerelle Michèle-Morgan.

## Divers
- En 1944, Michèle Morgan fait construire sur les collines d'Hollywood, au 10050 Cielo Drive (en) une maison et une piscine dans une belle propriété. Vingt-cinq ans plus tard, après avoir été habitée par Cary Grant, Henry Fonda et Katharine Hepburn, la propriété est occupée par le cinéaste Roman Polanski et sa jeune femme, l'actrice Sharon Tate, enceinte de leur premier enfant[36]. Le 9 août 1969, la maison est envahie par « la famille Manson » qui tue atrocement Sharon Tate et les autres invités présents[36]. Vingt-cinq ans plus tard, en 1994, la propriété du 10050 Cielo Drive est détruite et remplacée par une autre beaucoup plus spacieuse ; l'adresse est changée en 10066 Cielo Drive[37].
- Connue depuis ses débuts pour son élégance et sa classe (sur lesquelles elle capitalisera toute sa vie), Michèle Morgan se dit consternée par les cravates qui sont disponibles à l'époque sur le marché[réf. souhaitée]. Elle réagit en créant sa propre ligne vers 1967, les « Cravates Michèle Morgan »[38],[39]. Fabriquées avec des soies choisies, comportant une grande recherche dans les motifs et la luminosité des couleurs, ces cravates tranchent assurément sur le reste de ce qui existe à l'époque. Mais il s'agit là d'un métier à part entière et les cravates Michèle Morgan n'auront qu'une existence éphémère. Ce qui n'empêche pas quelques collectionneurs emballés de les chercher aujourd'hui dans tous les vide-greniers organisés dans la capitale[réf. souhaitée].
- Michèle Morgan compte parmi ses ancêtres des médecins et hommes politiques de Briançon, dont Guillaume Laurent Ferrus, député des Hautes-Alpes[40].

- La présidente du Chili Michelle Bachelet a été prénommée ainsi par ses parents en hommage à Michèle Morgan[41].

## Publications
- Michèle Morgan, Mes yeux ont vu, Éditions U.G.E., coll. « Voici », 1965, 182 p. (ASIN B0000DVL3P)
- Michèle Morgan (avec Marcelle Routier), Avec ces yeux-là, Robert Laffont, 1977, 329 p.  (ISBN 2221002229 et 978-2221002223)
- Michèle Morgan, Le Fil bleu. Le roman de ma famille, Plon, 1993.  (ISBN 225902680X et 978-2259026802)